# 하동근 (가수)
하동근(Ha, Dong-Geun, 1991년 4월 1일~)은 대한민국의 가수 겸 작사가, 방송인으로, 경상남도 남해군 출생이다.
2010년 7월부터 언더그라운드 라이브 클럽에서 록 발라드 음악 가수로 활약하다가, 2020년 트로트 싱글 앨범 《꿀맛이야》로 정식 데뷔했다.

## 방송
- 내일은 미스터트롯 (2020) - Top101
- 헬로트로트 (2021) - Top42(41위)
- 히든싱어 7 (2022) - 영탁 편 6위
- 미스터트롯2 - 새로운 전설의 시작 (2022) - Top25(22위)

## 음반
- 꿀맛이야 (2020)
- 코로나 이겨낼거야 (2020)
- 하동근 두 번째 디지털 싱글 (2021)
- 헬로트로트 Part.2 (2022)
- 하동근 세 번째 디지털 싱글 (2022)
- 하동근 네 번째 디지털 싱글 (2022)
- 날개 (Prod. 영탁) (2022)

## 작사
- 하동근 《차라리 웃고 살지요》(2022)[3]